# E.ON Sverige
Sydkraft AB — энергетическая компания со штаб-квартирой в Мальмё, Швеция. Является дочерним предприятием международного энергетического концерна Uniper, отвечающим за операции в Швеции. Компания специализируется на производстве электроэнергии на тепловых, атомных и гидроэлектростанциях.
История Sydkraft начинается в 1906 году, однако современная компания образовалась после выделения Uniper из другого международного энергетического холдинга — E.ON.

## История
Компания Sydkraft была основана в 1906 году под названием Sydsvenska Kraftaktiebolaget при первом генеральном директоре Августе Шмитце. Изначально компания занималась производством гидроэлектроэнергии. В 1915 году, сотрудничая с операторами электросетей Швеции и Дании, Sydsvenska Kraftaktiebolaget участвовала в строительстве «Эресуннского кабеля» (Öresundskabeln) — первой линии электропередачи между Швецией и Данией.
В 1970-х годах компания начала развивать атомную энергетику. В 1971 году был введён в эксплуатацию АЭС Оскарсхамн, где Sydsvenska Kraftaktiebolaget стала мажоритарным акционером. В 1977 году компания сменила название на Sydkraft.
В 2001 году контрольный пакет акций Sydkraft AB перешёл к концерну E.ON в рамках сделки стоимостью 6,5 млрд долларов США. В 2004 году Sydkraft приобрела шведскую энергетическую компанию Graninge, а 16 сентября 2005 года сменила название на E.ON Sverige. В 2006 году E.ON Sverige продала свою широкополосную сеть компании Tele2.
24 июля 2008 года Statkraft AS и E.ON AG заключили окончательное соглашение об обмене активами: E.ON получила 44,6 % акций E.ON Sverige от Statkraft в обмен на активы стоимостью 4,5 млрд евро.
После выделения Uniper из E.ON в 2016 году активы E.ON Sverige в области тепловой, атомной и гидроэнергетики перешли к Uniper, тогда как возобновляемая энергетика (кроме ГЭС), сервисные услуги, распределение и розничная продажа остались в E.ON Sverige. Uniper возродил историческое название Sydkraft для своих операций в Швеции.

## Деятельность
Sydkraft AB занимается производством электроэнергии на тепловых, атомных и гидроэлектростанциях через свои дочерние предприятия. В состав компании входят:
- Sydkraft Nuclear Power AB (100 %) — атомная энергетика
- Sydkraft Hydro Power AB (100 %) — гидроэнергетика
- Sydkraft Thermal Power AB (100 %) — тепловая энергетика
- Barsebäck Kraft AB (100 %) — эксплуатация АЭС Барсебек

Кроме того, Sydkraft владеет контрольным пакетом акций компании OKG AB (основной оператор АЭС Оскарсхамн).